# Herb Trimpe
Herbert "Herb" Trimpe (Peekskill, Nueva York, 26 de mayo de 1939-13 de abril de 2015)  fue un historietista estadounidense, dibujante y ocasionalmente escritor, más conocido por su trabajo en The Incredible Hulk y acreditado como el cocreador del X-Men Wolverine a principios de la década de 1970.

## Biografía
Trimpe se unió a Marvel Comics en 1967. Acerca de inicio en las historietas, comentó:

John Verpoorten tenía un compañero de clase en la Escuela de Artes Visuales. Cuando salí de la Fuerza Aérea en octubre de 1966, él trabajaba en el departamento de producción en Marvel. Dijo que estaban contratando a gente por trabajos por encargo, y que debería ir a la oficina y mostrarle mi trabajo a Sol Brodsky, quien era la mano derecha de Stan [Lee]'s en ese entonces. Dije, 'de acuerdo'. Después, mientras estaba en el departamento de fotocopiado, hice Phantom Eagle por encargo, la primera historieta que ilustré. Creo."

Y acerca de su primer trabajo de plantilla para Marvel:

El entintado por encargo había acabado. ... me estaba preparando para reunir algún material e ir a DC y a Charlton cuando recibí una llamada de Sol Brodsky, que era el jefe de producción. Dijo que necesitaban a alguien de plantilla en el departamento de producción para operar una máquina fotoestática nueva que acababan de comprar, y para hacer algún trabajo de producción. Principalmente operaría la máquina fotoestática y no estaría sentado en un escritorio, pero sería capaz de agarrar algún encargo para ilustrar y entintar. Esto de algún modo me abrió las puertas. El trabajo de plantilla no se pagaba mucho para los estándares actuales; creo que comencé con un salario de $135 dólares a la semana que no era tan poco como suena. Hay que recordarlo, era 1966 y ese era un salario relativamente bueno para empezar.

Trimpe permaneció en Marvel hasta 1996. Fue despedido cuando Marvel declaró bancarrota, regresó a la escuela para obtener su maestría, y enseñó arte en una escuela de educación media/superior rural por dos años. Ocasionalmente se dedicó a proyectos de historietas.
Fite estuvo casado y luego se divorció de la escritora y editora de Marvel Comics Linda Fite. Tuvieron tres hijos juntos.

## Premios
Ha recibido reconocimiento por su trabajo, incluyendo una nominación al premio Shazam por Mejor Entintador (Humor) en el 1973 y un premio al Humanitario del Año en la convención de cómics de San Diego en el 2002, por su trabajo como capellán en donde se encontraba el World Trade Center después del 11 de septiembre. Radica en el valle Hudson de Nueva York.